# برج بی‌تی
برج بی‌تی یک برج واقع در شهر لندن، بریتانیا می‌باشد که تعداد طبقاتش ۳۷ عدد است.
این برج که در سال ۱۹۶۱ شروع به ساخت شده در سال ۱۹۶۴ تکمیل شده و ارتفاع آن ۱۷۷ متر و با احتساب تجهیزات نصب شده بر روی آن ۱۹۱ متر می‌باشد.